# You Get Me
You Get Me (Brasil: Fica Comigo) é um filme de suspense americano de 2017, dirigido por Brent Bonacorso e escrito por Ben Epstein. O filme é estrelado por Bella Thorne, Halston Sage, Taylor John Smith, Anna Akana e Nash Grier. Foi lançado no Netflix em 23 de junho de 2017.

## Elenco
- Bella Thorne como Holly Viola[7]
- Halston Sage como Alison Hewitt[7]
- Taylor John Smith como Tyler Hanson[5][8]
- Nash Grier como Gil[5][8]
- Anna Akana como Lydia[5]
- Rhys Wakefield como Chase
- Brigid Brannagh como Corinne
- Kathryn Morris como Mrs. Hewitt[5]
- Kimberly Williams-Paisley como Mrs. Hanson
- Yasmin Al-Bustami como Melinda
- Farrah Mackenzie como Tiffany
- Joshua Banday como Mr. Ahmed
- Garcelle Beauvais como diretor[5]

## Sinopse
Tyler é um estudante do ensino médio apaixonado por sua namorada Alison ("Ali"). Uma noite, em uma festa, Tyler descobre que Ali costumava ser uma festeira pesada e costumava beber e dormir com alguém. Tyler fica com raiva e o casal se separa. Fora da festa, ele conhece a misteriosa Holly. Eles acabam se divertindo e dormindo juntos. Eles passam o resto do fim de semana se conhecendo e fazendo amor na enorme casa de Holly, com Holly dizendo a Tyler que seu pai morreu e sua madrasta viaja muito. Tyler diz que o fim de semana foi especial antes de partir, aparentemente esquecendo tudo sobre Ali.
Tyler volta com Ali no dia seguinte e, enquanto estava na escola, nota Holly. Holly revela que ela vai lá agora e queria surpreendê-lo. Tyler tenta cortar relações com Holly várias vezes, mas ele falha todas as vezes. Holly começa a sair com Ali, bem como com os amigos de Ali e de Tyler, Gil e Lydia. Lydia logo começa a suspeitar de Holly quando descobre que Holly não tem perfil nas redes sociais. Algum tempo passa e Tyler começa a suspeitar que Holly é perigosa, especialmente ao conhecer sua madrasta, Corinne, que revela que Holly toma medicamentos para um transtorno mental. No dia seguinte, Holly intencionalmente faz com que Lydia tenha uma reação alérgica extrema depois de ouvi-la dizer a Ali que não acredita na história de Holly e que vai descobrir o que está acontecendo.
Holly mais tarde aparece na casa de Tyler, dizendo a ele que ela quer que os dois voltem a ficar juntos. Quando Tyler a repreende, Holly diz a Ali que ela e Tyler dormiram juntos. Tyler e Ali se encontram na praia, onde ele confessa tudo para ela. Ali afirma que nunca mais quer falar com ele, antes de ir embora. Holly então começa a suspender Tyler, dizendo que ele a agrediu. Durante a suspensão, Tyler descobre que o nome verdadeiro de Holly é Elizabeth, e então a procura online e descobre que ela agrediu violentamente outra estudante por causa de um menino e foi internada em uma instituição mental por um tempo como resultado. Naquela noite, Holly sequestra Ali e, em seguida, atrai Tyler para sua casa, enviando-lhe uma foto de uma Ali inconsciente. Enquanto isso, Ali acorda para descobrir que foi amarrada e amarrada a uma cadeira na casa de Holly. Corinne chega em casa e encontra Ali e tenta resgatá-la. No entanto, Holly se esgueira por trás de Corinne e a sufoca com um saco plástico, matando-a.
Quando Tyler chega na casa de Holly, ele encontra Ali inconsciente. Ali foi amarrada no teto e está com a testa sangrando. Tyler consegue libertar Ali e os dois escapam para fora. Antes que eles possam fugir, Holly os detém sob a mira de uma arma. Holly atira no ombro de Tyler e então Ali pega o atiçador de fogo que Tyler havia deixado cair quando os dois foram confrontados por Holly, e esfaqueou Holly. Mais tarde, Holly, ainda viva, é levada para a traseira de uma ambulância e pede ao paramédico para nunca deixá-la e o faz prometer.

## Produção

### Elenco
Bella Thorne e Halston Sage foram escalados para o elenco feminino com Holly e Ali, respectivamente, em março de 2016. Taylor John Smith foi escalado como o ator principal Tyler em abril de 2016. Adicionado ao elenco, ao mesmo tempo foram Nash Grier, Anna Akana, Garcelle Beauvais e Kathryn Morris.

### Filmagens
As filmagens de You Get Me começaram em Los Angeles em abril de 2016 e terminando em maio de 2016. As filmagens também ocorreram na praia de Santa Monica.

## Lançamento
O filme teve sua estréia mundial no Festival de Cinema de Los Angeles de 14 a 22 de junho de 2017. Foi originalmente programado para ser lançado na Netflix em 16 de junho, mas foi lançado em 23 de junho de 2017.

## Recepção
Brian Costello do Common Sense Media chama o filme de "uma bagunça do começo ao fim", Eddie Estreito de The Daily Dot diz que "este filme não é divertido" e ainda critica o filme não apenas pela falta de originalidade, mas também por embotamento, e Felix Vasquez Jr., do Cinema Crazed, descreve-o como "uma entrada abismal neste subgênero ridículo" e que, embora o filme aspire a ser "Atração Fatal", ele mal é registrado como um clone de "Swimfan".